# William Julius Wilson
William Julius Wilson (ur. 20 grudnia 1935) – amerykański socjolog.
Jego prace koncentrują się na socjologii czarnych gett i enklaw biedy oraz przemianach zachodzących w tych obszarach od lat 70. XX wieku.
Był profesorem socjologii na Uniwersytecie w Chicago w latach 1972–1996. Obecnie pracuje na Uniwersytecie Harvarda. Zdobywał nagrody za wyniki swoich badań, w tym nagrodę MacArthura w 1987 oraz Narodowy Medal Nauki w 1998. Ma doktorat honoris causa 46 uniwersytetów. Jest byłym prezesem Amerykańskiego Towarzystwa Socjologicznego.